# Nationaler Preis für integrierte Stadtentwicklung und Baukultur
Der Nationale Preis für integrierte Stadtentwicklung und Baukultur in Deutschland wurde im Jahr 2009 vom Bundesministerium für Verkehr, Bau und Stadtentwicklung im Rahmen der Initiative Architektur und Baukultur vergeben.

## Hintergründe
Der bundesweite Wettbewerb wurde am 23. Februar 2009 unter dem Motto „Stadt bauen. Stadt leben.“ gestartet. Ziel war die ideelle Förderung von Projekten zur nachhaltigen und innovativen Stadtentwicklung.
Die Preisverleihung durch den damaligen Bundesminister Wolfgang Tiefensee fand am 24. Juni 2009 in der Zeche Zollverein in Essen statt. Am Folgetag fand in Essen der 3. Bundeskongress Nationale Stadtentwicklungspolitik statt, bei dem auch die Ergebnisse des Wettbewerbs diskutiert wurden.
Die ausgezeichneten Projekte wurden 2010 in die Ausstellung „Realstadt“ zum Stand von Stadtentwicklung und Baukultur in Berlin aufgenommen. Ein Preisgeld wurde nicht vergeben.

## Vergebene Preise
Zum Wettbewerb wurden 429 Projekte aus 221 Städten eingereicht. In fünf ausgeschriebenen Kategorien wurden insgesamt 55 Preise vergeben, darunter 12 Sonderpreise.

### Städte besser gestalten
In der Kategorie „Städte besser gestalten“ wurden Projekte gewürdigt, in deren Rahmen Gebäudeensembles, öffentliche Parks oder Plätze, sowie komplexere Standorte neugestaltet wurden und die dabei gesellschaftliche Impulse gegeben haben. Eine Jury unter Vorsitz des Architekten Franz Pesch vergab 13 Preise sowie fünf Sonderpreise.
Preisträger
- Bochum: Westpark mit der Jahrhunderthalle
- Bremerhaven: Havenwelten
- Halle (Saale): Außenanlagen CAMPUS der Martin-Luther-Universität Halle-Wittenberg
- Iphofen
- Leipzig: Quartier an der Weißen Elster / am Karl-Heine-Kanal
- München: Angerviertel
- Schmalkalden: Gestaltung öffentlicher Räume in der Altstadt
- Schönefeld: Evangelisches Gemeindezentrum Großziethen
- Stralsund: Nördliche Hafeninsel
- Stuttgart: Neues Stadtzentrum Stuttgart-Vaihingen
- Ulm: Neue Mitte
- Weimar: neues bauen am horn
- Zarrentin am Schaalsee: Kloster Zarrentin

Sonderpreisträger
- Berlin: Lichtinstallation „Neuköllner Tor“
- Berlin: Spreeplatz mit dem Paul-Löbe-Haus und dem Marie-Elisabeth-Lüders-Haus
- Eisleben: Lutherweg Eisleben
- München: Baudenkmal und Neubau verbunden durch gemeinsames Grün
- gemeinsamer Sonderpreis in den Kategorien „Städte besser gestalten“ und „Engagiert für die Stadt“:
  - Bremen: Bremer Zentrum für Baukultur (b.zb)
  - Köln: Haus der Architektur Köln

### Integriert und regional handeln
In der Kategorie „Integriert und regional handeln“ wurden Projekte gewürdigt, welche die Transformation oder Weiterentwicklung ganzer Regionen oder Landschaften als Ziel hatten. Eine Jury unter Vorsitz des Architekten Sigurd Trommer vergab neun Preise sowie zwei Sonderpreise.
Preisträger
- Großräschen: Internationale Bauausstellung Fürst-Pückler-Land
- Hannover: Stadtplatzprogramm „Hannover schafft Platz“
- Leinefelde-Worbis: ZukunftsWerkStadt Leinefelde Südstadt
- Marktredwitz, Cheb, Waldsassen, Konnersreuth: Grenzenlose Gartenschau 2006 in der Euregio Egrensis Bayern / Böhmen
- Region Köln/Bonn: Regionale 2010 – Zukunft gemeinsam gestalten
- Ruhrgebiet – Emscher Landschaftspark: Management Entwicklung und Vegetation – Pilotprojekt Regionales Parkpflegewerk
- Saarbrücken: Stadtmitte am Fluss
- Solingen: Müngstener Brückenpark – ein Verbundprojekt der Regionale 2006
- Tübingen: Südstadt-Entwicklung

Sonderpreisträger
- Görlitz: PROBEWOHNEN – Die GründerSTADT ERLEBEN
- gemeinsamer Sonderpreis für mehrere Initiativen in Münster:
  - Bürgerkampagne „Münster bekennt Farbe“
  - „Gemeinsam Zukunft machen“ vom Beirat Münster Marketing
  - „Initiative starke Innenstadt“

### Chancen schaffen und Zusammenhalt stärken
In der Kategorie „Chancen schaffen und Zusammenhalt stärken“ wurden Projekte gewürdigt, welche Bildungs- und Integrationschancen in einem Quartier oder Stadtteil gefördert hatten. Eine Jury unter Vorsitz der Stadtsoziologin Rotraut Weeber vergab sechs Preise sowie zwei Sonderpreise.
Preisträger
- Berlin: Bildungsinitiative „Wrangelkiez macht Schule“
- Essen: Stadtteilprojekt Essen-Katernberg
- Hamburg: Stadtteilmarketing – Instrument der strategischen Imageverbesserung
- Mölln: Schulberg-Mensa Mölln
- Nürnberg: Integrierte Stadtentwicklung – Nürnberger Südstadt
- Wuppertal: Treppenkunst in Wuppertal-Ostersbaum (u. a. Engelnbergtreppe und Holsteiner Treppe)

Sonderpreisträger
- Berlin: MACHmit! Museum für Kinder
- Bremerhaven: die theo für Arbeit, Familie und Kultur

### Engagiert für die Stadt
In der Kategorie „Engagiert für die Stadt“ wurden Projekte gewürdigt, die sich durch bürgerschaftliches Engagement oder die Wahrnehmung von unternehmerischer Gesellschaftsverantwortung ausgezeichnet haben. Eine Jury unter Vorsitz der Stadtplanerin Elke Pahl-Weber vergab zehn Preise sowie einen Sonderpreis.
Preisträger
- Berlin: brach. und danach – Das Brachenprojekt im Berliner Samariterviertel
- Cottbus: dieStadtAgenten Cottbus e. V.
- Dessau-Roßlau: Initiative ergreifen – Schwabehaus und Alte Bäckerei
- Dresden: Rekonstruktion des Historischen Neumarktes in Dresden
- Essen: Storp 9 – Das Haus für Bildung und Kultur im Südostviertel
- Karlsruhe: Erhalt und Sanierung der Lohfeldsiedlung in Karlsruhe durch ihre Bewohner
- Köln: Städtebaulicher Masterplan Innenstadt Köln
- Leipzig: Hauserhalt durch Nutzung
- Sondershausen: Bürgerzentrum Cruciskirche Sondershausen
- Wurzen: Kultur- und BürgerInnenzentrum D5

Sonderpreisträger
- Ettersburg: Revitalisierung des Schlossensembles Ettersburg bei Weimar

### Die Stadt von morgen bauen
In der Kategorie „Die Stadt von morgen bauen“ wurden Beiträge zur ökologischen und nachhaltigen Umgestaltung von Städten gewürdigt. Eine von Hans Georg Reinke, dem Vorsitzenden des Wettbewerbsausschusses der Bundesingenieurkammer, geleitete Jury vergab fünf Preise sowie zwei Sonderpreise.
Preisträger
- Dessau-Roßlau: Umweltbundesamt
- Fellbach bei Stuttgart: Passivhaussiedlung in innerstädtischer Lage
- Frankfurt am Main: Campo am Bornheimer Depot
- Ludwigshafen am Rhein: Energetische Sanierung der denkmalgeschützten Westendsiedlung
- Münster: Gesamtkonzept Klimaschutz der Stadt Münster

Sonderpreisträger
- Chemnitz: Projekt „Chemnitzer Stadtfahrrad“
- Leipzig: Haushaltsenergieberatung für einkommensschwache Bürger